# Михалёва, Людмила Игоревна
Людмила Игоревна Михалёва (род. 7 апреля 1971 года) — российский журналист и сценарист, в прошлом корреспондент телеканала ТВ Центр, член Союза журналистов России.

## Биография
Родилась в г. Шяуляй (Литовская ССР). Закончила филологический факультет Воронежского государственного университета. Работала в Волгограде в новостях «Волгоград-ТРВ». Позже работала в Москве корреспондентом. Работала с 2004 по 2013 год на канале ТВ Центр. Работала сценаристом на каналах Домашний, Доверие и ТВ 3.
С октября 2015 года по 2020 год была генеральным директором и главный редактором Пушкинского телевидения.
С 2021 года преподаёт на факультете журналистики в НАНО ВО «Институт мировых цивилизаций».

### Награды
- 2009 год — Первая премия Правительства Москвы и Союза журналистов Москвы за лучший сюжет, посвященный Году молодежи[1].
- 2011 год — лауреат Первого международного журналистского конкурса «Лучший в профессии»[2][3].